# Oléoduc d'Île-de-France
L'oléoduc d'Île-de-France (abrégé PLIF, pipeline d'Île-de-France) achemine du pétrole brut depuis le grand port maritime du Havre jusqu'à la raffinerie de Grandpuits via Gargenville dans les Yvelines.

## Historique
L'oléoduc d'Île-de-France entre en service en 1968. Il a appartenu à Antar, qui s'est fait racheter par Elf.
L'oléoduc connaît une fuite souterraine en 2014 au niveau de la commune de Saint-Vigor-d'Ymonville (estuaire du Havre).
Le 24 février 2019 une fuite est détectée sur l'oléoduc qui est mis à l'arrêt. 900 m3 de brut sont déversés sur une dizaine d'hectares de champs sur les communes d’Autouillet, Vicq et Boissy-sans-Avoir. L'Institut de soudure a expertisé l'incident. Un rapport établit que « la rupture est due à une perte de résistance du tube suite à la propagation d'une fissure de corrosion ; le pipeline s'est rompu à partir de la fissure lorsque celle-ci a atteint la moitié de l'épaisseur du tube ». Les inspections sur les tubes étaient alors effectuées tous les cinq ans. En juillet 2019, un arrêté préfectoral autorise la remise en route de l'oléoduc. Les associations France Nature Environnement et Jonction des associations de défense de l'Environnement se sont opposées à cette décision. Il est depuis resté fermé, le temps que Total évalue la rentabilité des coûts de réparation. En septembre 2020, les syndicats de la raffinerie de Grandpuits annoncent l'intention de Total de reconvertir la raffinerie dans le cadre du projet Galaxie de l'entreprise.
À la suite de cet incident, le ministère de la Transition écologique et solidaire a suggéré des mesures de renforcement de la sécurité des pipelines en France.

## Description
L'oléoduc d'Île-de-France est long de 260 km. Il a une capacité de 11,5 millions de tonnes/an et transporte en 2000 environ 6 millions de tonnes de pétrole brut et de produits pétroliers chaque année.
L'oléoduc rejoint le réseau Trapil au niveau d'Étiolles.
L'oléoduc appartient aujourd'hui à l'entreprise Total à la suite de la fusion avec Elf.

## Surveillance
Un avion survole le pipeline une fois par semaine pour vérifier toute anomalie.